# کتابخانه سیار

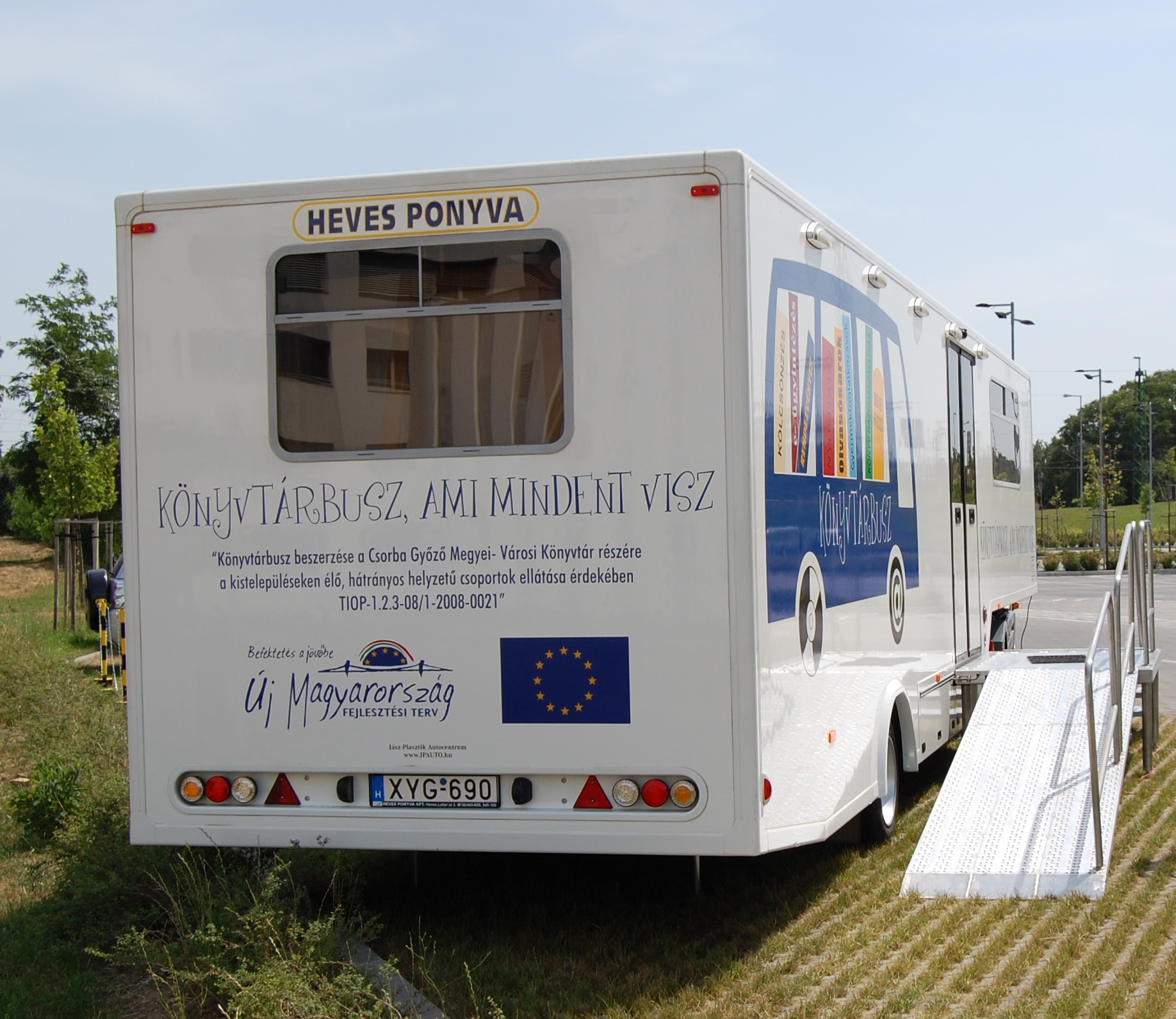
نمونه یک کتابخانه سیار

کتابخانهٔ سیّار کتابخانه‌ای قابل حمل و نقل است که در واقع یک مجموعهٔ کتاب یا سایر منابع است که می‌تواند بیرون از محدودهٔ کتابخانه به دست کتابخوانان برسد. این کتابها و منابع با وسایل حمل و نقل جابه‌جا شده و به مراجعان ارائه می‌شود.

## ویژگی‌های یک کتابخانه سیار
بنا به تعریف محمد حسن زاده (دانشیار دانشگاه تربیت مدرس و رئیس انجمن علمی ارتقای کتابخانه‌های عمومی ایران): کتابخانه‌های عمومی طبق تعریف سازمان‌های بین المللی و ادبیات علمی، کتابخانه‌هایی هستند که با هدف دسترسی و استفاده عموم مردم از آن‌ها ساخته می‌شوند. اما به دلایل مختلفی امکان ساخت کتابخانه در همه محل‌ها و محله‌ها ممکن است وجود نداشته باشد و حتی ممکن است، برخی از محل‌ها به‌صورت فصلی، موسمی یا به شکل‌های گوناگون مورد استفاده اهالی قرار بگیرد. لذا به جای ساخت کتابخانه ثابت، در این‌گونه موارد، از کتابخانه‌های سیار استفاده می شود. 
وظایف مراکز کتابخانه‌های سیار:
- مجموعه‌سازی کتابخانه‌های سیار، تهیه مجموعه لازم برای کتابخانه سیار از اهم وظایف کانون می‌باشد.
- برنامه‌ریزی مناسب زمانی و مکانی برای ارائه خدمات کتابخانه‌های سیار
- تعیین مکان‌های مناسب توقف کتابخانه سیار
- تعیین کارمندان مناسب برای کتابخانه‌های سیار
- تدوین آیین‌نامه‌ها و دستورالعمل‌های اجرایی لازم

## کتابخانه سیار الکترونیک
کتابخانه‌های سیار جدید با استفاده از فناوری بی‌سیم برای ارسال و دریافت داده‌های اینترنتی و ارتباطات دوربرد مانند دورنگار، خط تلفن، رایانه، و ماهواره می‌توانند ایستگاه‌های بیشتری در نقاط دوردست داشته باشند و منابع و کتابهای الکترونیک را به دست کتابخوانان برسانند. این‌گونه کتابخانه‌های سیار، کتابخانهٔ سیار الکترونیک یا سایبرموبایل نامیده می‌شوند.

## کتابخانه سیار در ایران
نخستین کتابخانه سیار در ایران را کانون پرورش فکری کودکان و نوجوانان به عنوان کتابخانه روستایی در سال ۱۳۴۵ تاسیس کرد. ساخت دو مدل کتابخانه سیار شهری و کتابخانه سیار روستایی در دستور کار این سازمان است.